# Ирмгард фон Виш
Ирмгард фон Виш (на немски: Irmgard von Wisch; на нидерландски: Ermgard van Wisch; * ок. 1505; † 9 май или 10 май 1583 или 9 май 1587 в Кастеел де Вилденборч, Гелдерланд) е графиня на Бронкхорст, наследничка на Боркуло, Виш, Вилденборч, Оверхаген и Лихтенвоорде и чрез женитби господарка на Хемерсбах, графиня на Лимбург и господарка на Щирум.

## Произход
Тя е дъщеря на Хайнрих V фон Виш († 1514) и съпругата му Валбурга фон Бергх († 1547), дъщеря на Освалд I фон Бергх († 1506) и Елизабет фон Мьорс († 1493). Нейният брат Йохан (Йоахим) фон Виш, женен за Магдалена фон Салм († 1557), умира бездетен на 12 септември 1541 г.

## Фамилия
Първи брак: на 18 октомври 1532 г. с Йохан VI Шайфарт фон Мероде (* 1509; † 25 март 1537), господар на Хемерсбах, син на Вернер Шайфарт фон Мероде († 1508/1509) и Мария фон Алпен († сл. 1505). Тя е третата му съпруга. Бракът е бездетен.
Втори брак: на 7 януари 1539 г. с граф Георг фон Лимбург-Щирум (1500 – 1552), син на граф Адолф фон Лимбург-Щирум († 1506) и Елизабет фон Райхенщайн († 1529). Те се развеждат. Техните деца са:
- Херман Георг фон Лимбург (1540 – 1574), граф на Лимбург, граф на Бронкхорст, господар на Щирум, женен на 7 май 1554 г. за графиня Мария фон Хоя (1534 – 1612)
- Анна Мария (1543 – 1637), омъжена на 21 август 1567 в Терборг за граф Вернер фон Залм-Райфершайт (1545 – 1629)

## Галерия
- Кастел Виш, 16 век
- Кастел Боркуло (1720)
- Кастел Вилденборч, ок. 1800
- Дворец Мероде, ок. 1860